# Скарф, Эдвард
Эдвард Ричард «Эдди» Скарф (англ. Edward Richard "Eddie" Scarf; 3 ноября 1908, Квириндай, Новый Южный Уэльс, Австралия — 7 января 1980, Кэмпердаун (ныне пригород Сиднея), Новый Южный Уэльс, Австралия) — австралийский борец вольного стиля, бронзовый призёр Олимпийских игр. . Первый австралийский призёр Олимпийских игр по борьбе.

## Биография
Родился в 1908 году, четвёртым ребёнком в семье бакалейщика Майкла Эли Скарфа (настоящая фамилия Элиссис), выходца из Ливана и его жены Амелии. 
Начал заниматься спортом во время обучения в Marist Brothers' School, в северном Сиднее. 
В 1927 и 1928 годах стал чемпионом Нового Южного Уэльса в тяжёлом весе. В 1928 году кроме того выиграл звание чемпиона Нового Южного Уэльса в среднем весе а также победил на отборочных соревнованиях, но по каким-то причинам не был отобран в сборную для участия в Олимпийских играх 1928 года. В 1929 году стал чемпионом страны. В 1930 году стал чемпионом Южного Уэльса в тяжёлом весе не только по борьбе, но и по боксу. В 1932 году вновь стал чемпионом страны, и отправился на Олимпийские игры, где завоевал бронзовую медаль.
См. таблицу турнира
После Олимпийских игр стал развивать свой бизнес по производству мяса, но продолжал выступления как по борьбе, так и по боксу. В 1935 году стал трёхкратным чемпионом Австралии в тяжёлом весе по борьбе. В 1934 и 1938 становился чемпионом штата по боксу. 
В 1936 году вновь выступил на Олимпийских играх, где занял шестое место. 
См. таблицу турнира
В 1937 и 1938 годах становился чемпионом Австралии в полутяжёлом весе. 
В 1938 году победил на Играх Британской Империи, после чего перешёл в профессиональную борьбу. 29 апреля 1941 года поступил на службу в ВВС Австралии, где служил кладовщиком, с 1943 года и до 7 февраля 1945 года — в Учебном парашютном отряде. После окончания войны какое-то время пытался возобновить борцовскую карьеру, но вскоре оставил и переключился на развитие своего бизнеса. Также много занимался общественными делами, благотворительностью, деятельностью в спасательной службе и играл в гольф. Последние годы жизни провёл в Ньюкасле. 
Был женат с 30 июля 1942 года, от брака оставил двух сыновей и дочь. 
Умер в 1980 году. Тело было кремировано.  